# Дмитрієв Максим Васильович
Максим Васильович Дмитрієв (рос. Максим Васильевич Дмитриев; 14 вересня 1913, Казань — 1 листопада 1990, Київ) — радянський офіцер, Герой Радянського Союзу, в роки радянсько-фінської війни старший механік-водій танка 109-го окремого розвідувального батальйону 86-ї мотострілецької дивізії 7-ї армії Північно-Західного фронту, старшина.

## Біографія
Народився 14 вересня 1913 року в місті Казані Татарстану в сім'ї робітника. Росіянин. Член КПРС з 1941 року. Закінчив неповну середню школу та школу фабрично-заводського учнівства хутровиків в Казані. Працював слюсарем на хутряній фабриці.
У 1935 році призваний до лав Червоної Армії. Учасник боїв біля озера Хасан в 1938 році. Брав участь в радянсько-фінській війні 1939—1940 років. Відзначився в боях на Карельському перешийку. 27 лютого 1940 року, коли один з радянських танків зазнав аварію, загородив своєю машиною товаришів від вогню противника, давши тим самим їм можливість усунути несправність. Вогнем гармати було придушене кілька вогневих точок противника.
Указом Президії Верховної Ради СРСР від 21 березня 1940 року за зразкове виконання бойових завдань командування і проявлені при цьому відвагу і геройство старшині Максиму Васильовичу Дмитрієву присвоєно звання Героя Радянського Союзу з врученням ордена Леніна і медалі «Золота Зірка» (№ 497).

Могила Максима Дмитрієва

Учасник радянсько-німецької війни. Після війни закінчив Київське танково-технічне училище та Вищі академічні курси. Працював заступником начальника училища.
З 1966 року полковник М. В. Дмитрієв — в запасі. Жив у Києві. Син — кандидат технічних наук, старший науковий співробітник Інституту газу НАН України Валерій Дмитрієв (1948—2022).
Помер 1 листопада 1990 року. Похований у Києві на Лук'янівському військовому кладовищі разом з дружиною та сином.

## Нагороди
Нагороджений орденом Леніна, орденом Червоного Прапора, двома орденами Вітчизняної війни 1-го ступеня, двома орденами Вітчизняної війни 2-го ступеня, двома орденами Червоної Зірки, медалями.